# CPI Aragon
Dieser Artikel wurde auf der  Qualitätssicherungsseite des Portals Auto und Motorrad eingetragen. 
Bitte hilf mit, ihn zu verbessern, und beteilige dich an der Diskussion. (+)
Der Aragon ist ein Motorroller der CPI Motor Company und Nachfolger des CPI Oliver.
Er hat einen luftgekühlten 49-cm³-Einzylinder-Motor, Nachbau eines Minarelli-Typs, der 2,9 kW leistet.
Zur Serienausstattung gehören Leuchtdioden-Blinker vorn und hinten sowie ein Auspuff aus rostfreiem Stahl.
Gedrosselt wird die 45 km/h-Version des Rollers über einen Distanzring in seinem stufenlosen automatischen Keilriemengetriebe
, so dass sie mit Führerscheinklasse B/M gefahren werden darf. Als 25 km/h Version, fahrbar mit Mofa-Prüfbescheinigung, ist der Roller in der Regel über einen verdünnten Krümmer mit zusätzlichem Resonanzrohr („Blindrohr“) und über einen 7-mm-Distanzring gedrosselt. Die neueren Aragon ab Baujahr 2007/08 haben kein Blindrohr mehr.
Eine weitere Version ist der Aragon GP mit mehr Leistung und einem verchromten Sportauspuff. Dazu hat er ein digitales Tacho mit Drehzahlmesser und zwei Sportspiegel.
Er wird per Keilriemen angetrieben, der die Kraft auf eine Fliehkraftkupplung überträgt.
Der Roller wurde in zwei verschiedenen Farben verkauft: blau-gelb und rot-silber (weiß).
Bis April 2010 wurde der Roller in Deutschland von Jack Fox vertrieben. Nach deren Insolvenz wurde die Firma abgewickelt.